# Atilicino
Atilicino (in latino Atilicinus; fl. I secolo) è stato un giurista romano.

## Biografia
Visse nella prima metà del I secolo d. C. e fu contemporaneo di Proculo, a cui indirizzò una lettera, contenuta nel Digesto in un riassunto riportato dallo stesso Proculo. Sembra che abbia pubblicato una collezione di responsa, della quale però nulla ci è pervenuto direttamente: se il suo nome si trova più volte citato fino all'età dei Severi, ciò si deve probabilmente al fatto che parecchi fra i suoi pareri furono riprodotti nelle collezioni dell'età di Adriano, apprestate da Plauzio e da Urseio Feroce. Niente risulta circa la sua appartenenza alla scuola dei Sabiniani o dei Proculiani: si direbbe che fosse rimasto fuori da entrambe. Varie soluzioni a lui attribuite danno prova di indipendenza di giudizio e di non comune larghezza d'idee.